# G Data CyberDefense
Vous pouvez aider à l'améliorer ou bien discuter des problèmes sur sa page de discussion.
- Il ne cite pas suffisamment ses sources. Vous pouvez indiquer les passages à sourcer avec {{référence nécessaire}} ou {{Référence souhaitée}}, et inclure les références utiles en les liant aux notes de bas de page. (Marqué depuis janvier 2021)
- Il contient une ou plusieurs listes. Le texte gagnerait à être rédigé sous la forme d’un ou plusieurs paragraphes synthétiques, afin d’être plus agréable à lire. (Marqué depuis janvier 2021)
- Son ton est trop promotionnel ou publicitaire, voire hagiographique. Le texte doit adopter un ton neutre et encyclopédique. (Marqué depuis avril 2022)

- Archive Wikiwix
- Bing
- Cairn
- DuckDuckGo
- E. Universalis
- Gallica
- Google
- G. Books
- G. News
- G. Scholar
- Persée
- Qwant
- (zh) Baidu
- (ru) Yandex
- (wd) trouver des œuvres sur Wikidata

G Data CyberDefense, appelée jusqu'en 2019 G Data Software, est une société allemande spécialisée dans l’édition de logiciels de sécurité. Créée en 1985 à Bochum, elle emploie 475 personnes en 2020 et distribue ses solutions dans plus de 90 pays.
G Data a développé le premier programme logiciel antivirus au monde en 1987,,.

## Les4 technologiesclés de G Data
- DoubleScan : les solutions G Data intègrent 2 moteurs d’analyse antivirus (le moteur de Bitdefender, baptisé moteur A, et celui Close Cap, moteur B). Ils sont par défaut utilisés simultanément (pour une meilleure détection), mais l’utilisateur peut faire le choix de n’en activer qu’un des deux (afin de limiter la consommation des ressources de l’ordinateur).
- Fingerprinting 2.0 : cette technologie évite l’analyse inutile des données. Un fichier défini comme sûr par une première analyse et non modifié ne sera pas systématiquement analysé par la suite. La durée de l’analyse est réduite au fil du temps, ce qui peut limiter la lourdeur occasionnée par l’utilisation de deux moteurs.
- OutbreakShield : cet outil se base sur les schémas de propagation des virus pour bloquer en temps réel les courriels infectés. La protection est assurée dans un délai de 30 secondes à 2 minutes après l’apparition du virus.
- Whitelisting : Les fichiers connus des éditeurs fiables (fichiers systèmes Microsoft par exemple) sont inscrits dans une liste blanche et ne sont pas analysés par le logiciel G Data. Ceci permet d’accélérer les analyses et d’éviter les faux positifs dans les fichiers importants.